# Konijnenuithongering
Konijnenuithongering is een vorm van acute ondervoeding die veroorzaakt wordt door de consumptie van grote hoeveelheden mager vlees (zoals konijnenvlees) tezamen met een gebrek aan andere voedingsstoffen (vooral vet), meestal in combinatie met andere stressoren, zoals een ernstig koude of droge omgeving. Symptomen zijn onder andere diarree, hoofdpijn, vermoeidheid, een vaag gevoel van ongemak, honger die alleen gestild kan worden door consumptie van grote hoeveelheden vet of koolhydraten, en een lage bloeddruk en hartslag.  Langdurige konijnenuithongering leidt binnen enkele maanden tot de dood.

## Mogelijke mechanismen
- Gebrek aan vetten in het voedsel.
- Vanwege het lage vetgehalte, ontbreken er essentiële vetzuren (linoleenzuur en arachidonzuur - omega 3- en omega 6-vetzuren)
- Mager vlees, dat grotendeels uit proteïnen bestaat, moet worden afgebroken tot aminozuren en dan worden omgezet in glucose (via gluconeogenese) om als energiebron gebruikt te kunnen worden. Hoewel dit proces tijd nodig heeft, kan het snel genoeg plaatsvinden om aan de energiebehoeften van een actieve persoon te voldoen. Er kunnen echter niet genoeg calorieën worden geconsumeerd om te voldoen aan de extra energiebehoefte om lichaamswarmte te genereren in een koud klimaat. Nadat de vetreserves in het lichaam zijn uitgeput, is er onvoldoende energie om de basale levensprocessen van het lichaam te onderhouden.
- De ammoniak die vrijkomt gedurende het omzettingsproces van aminozuren in glucose kan niet worden verwijderd door omzetting in ureum tenzij er genoeg water wordt geconsumeerd om de ureum uit te plassen. De opbouw van ammoniak en ureum is giftig.

## Observaties
Vilhjalmur Stefansson, noordpoolverkenner en antropoloog, schreef als volgt:

De [bevolkings]groepen die afhankelijk zijn van de zeer vettige dieren hebben het meeste geluk in de levenswijze van jager, omdat zij nooit lijden aan 'vethonger'. Dit probleem is het ergste, wat Noord-Amerika betreft, onder die groepen van bosindianen die af en toe afhankelijk zijn van konijnen, het magerste dier in het noorden, en die de extreme vethonger ontwikkelen bekend als konijnenuithongering. Konijneneters, als ze geen vet krijgen uit een andere bron -- bever, eland, vis -- zullen in ongeveer een week diarree ontwikkelen, met hoofdpijn, vermoeidheid en een vaag ongemak. Als er genoeg konijnen zijn, zullen de mensen eten tot hun maag is opgeblazen; maar ongeacht hoeveel zij eten, voelen zij zich onverzadigd. Sommigen denken dat een mens eerder zal sterven als hij continu vetvrij vlees eet dan wanneer hij niets eet, maar dit is een geloof waarvoor onvoldoende bewijs is verzameld in het noorden om een beslissing te kunnen maken. Sterfgevallen door konijnenuithongering, of door het eten van ander mager vlees, zijn er zelden; want iedereen begrijpt het principe, en alle mogelijke preventieve maatregelen worden van nature genomen.

In de introductie van Alden Todds boek Verlaten: het verhaal van de Greely Noordpoolexpeditie 1881-1884, dat verhaalt van de helse ervaringen van de 25 expeditieleden, van wie er 19 omkwamen, verwijst Stefansson naar de "'konijnenuithongering' die nu voor mij de sleutel is van het Greely probleem," wat de reden was dat er "slechts zes terugkeerden." Hij concludeert ook dat een van de redenen voor de vele doden het kannibalisme was van het magere vlees van de reeds gestorven leden. Stefansson vergelijkt dit met konijnenuithongering, die hij enigszins uitlegt in de boven geciteerde observaties.
Charles Darwin schreef in The Voyage of the Beagle:

Hier konden we wat scheepsbeschuiten kopen. Ik had al dagenlang alleen vlees gegeten, en al vond ik mijn nieuwe dieet helemaal niet vervelend, toch had ik de indruk dat het alleen goed voor me zou zijn als ik ook harde lichamelijke arbeid verrichtte. Ik heb gehoord dat patiënten in Engeland, als het noodzakelijk is dat ze alleen dierlijk voedsel tot zich nemen, dit, zelfs als het de enige hoop op leven is, niet kunnen volhouden. De gaucho's op de pampa's echter zijn maanden achtereen bij elkaar en eten dan alleen rundvlees. Wel eten zij, zo is mij opgevallen, ook een groot deel van het vet, dat minder dierlijk van aard is, en zij hebben een grote hekel aan droog vlees, zoals dat van de agoeti. Dr. Richardson heeft ook opgemerkt 'dat als mensen lange tijd alleen mager dierlijk voedsel hebben gegeten, het verlangen naar vet zo onverzadigbaar wordt, dat zij een grote hoeveelheid onvermengd en zelfs olieachtig vet kunnen consumeren zonder misselijk te worden'. Dit lijkt mij een zeer merkwaardig fysiologisch feit. Het is misschien vanwege hun vleesdieet dat de gaucho's, net als carnivore dieren, lange tijd zonder voedsel kunnen. Mij werd verteld dat in Tandeel sommige soldaten drie dagen lang vrijwillig een groep indianen achtervolgden, zonder te eten of te drinken.